# برينت ويكس
برينت ويكس (بالإنجليزية: Brent Weeks)‏ (7 مارس 1977، مونتانا في الولايات المتحدة)؛ كاتب وروائي أمريكي.

## روابط خارجية
- برينت ويكس على موقع IMDb (الإنجليزية)
- برينت ويكس على موقع ميوزك برينز (الإنجليزية)